# Rakt över disc
Rakt över disc var ett radioprogram som sändes mellan åren 1979 och 1992 i P3 under fredagskvällarna, i Radio City-nätverket mellan 1993 och 1996 och från och med 2009 i Rix FM på lördagskvällarna. Programmet leddes av Claes "Clabbe" af Geijerstam och producent under de flesta av radioseriens år har varit Klas Engström, men också Margareta "Maggan" Mannegård. Som tekniker under de första åren fungerade bland andra Gunnar "Kulan" Kugelberg, Lasse "Ludde" Lundeberg, Bo "Skogis" Skoglund och Bo "Luvan" Lundvall.

## Programmets upplägg
Clabbe spelade den senaste musiken, som var upptempo anpassad för en fredagskväll. Hitsen mixades tillsammans med ljudeffekter och Clabbes snabba och karaktäristiska prat mellan låtarna. Enligt Clabbe fick det aldrig vara tyst i showen, det skulle vara full gaspedal från början till slut. Clabbe hängde oftast på i slutfaden på låtarna med orden forsande ur munnen, men kunde ibland istället för att prata brista ut i egen sång eller fyra av ett spontant vrål. Ett återkommande uttryck av Clabbe i showerna blev yowsah, yowsah, yowsah (ursprungligen från en låt med Chic), vilket blivit något av ett signum för honom. Det var ett väldigt modernt och tidstypiskt underhållningsprogram. Musiken var oftast en blandning av funk, disco, poprock och synt, men Clabbe drog sig inte för att spela ska, reggae, hårdrock, rockabilly, eller något annat lite mer udda.  Totalt gjordes cirka 230 radioshower på sammanlagt 500 timmar under åren 1979-1996.
Något av en tradition i P3 blev att Clabbe varje årsskifte dök upp med Rakt över nyårsdisc med gäster som Björn Skifs, Kalle Sändare, Lasse Åberg och Ulf Lundell.
Det var många tävlingar i radioprogrammet. Första året (1979) var det Den lilla, lilla tävlingen (fyra låtar från ett år spelades upp). Året efter kom Sounds of the city (olika miljöljud spelades upp, exempelvis ljudet i kassan på ett svenskt postkontor). Who are you? hette tävlingen 1981 (låten spelades på fel hastighet). Sommaren 1982 kom Putte efter pappa - The name game (namnet i låten spelades upp baklänges). Tävlingen 1983 hette Two for the price of one (två låtar spelades upp samtidigt). Den lilla, lilla tävlingen dök upp igen 1984 (då skulle lyssnaren svara på en gåta om "den gröna stenätaren"). Fix it in the mix var namnet på tävlingen 1985 (lyssnarna skulle i slutet av showen minnas vilken specifik låt som mixades in i en annan låt tidigare under kvällen). }
En anledning till programmets popularitet var att ungdomar under tidigt 1980-tal endast hade, till skillnad från nu, tillgång till P3 som radioalternativ om de ville höra popmusik. De höga lyssnarsiffrorna innebar att ett enda program kunde lansera en artist eller låt. Clabbe spelade som enda program 1980 tyska Gilla och hennes Go down mainstreet. Låten spelades endast vid ett par tillfällen i Rakt över disc den sommaren, men det räckte för att hon skulle få sin enda top-20 placering i hela världen.
Mycket av Rakt över disc finns bevarade på kassettband då det på den tiden var vanligt att lyssnarna spelade in från radion. De flesta av showerna har på senare år även digitaliserats.

## Historia
Det var Gomorron Fredags producent Klas Engström som hösten 1978 gav Clabbe chansen att hoppa in och leda ungdomsprogrammet Skivspegeln Special när ordinarie programledare Ulf Elfving var borta. När Skivspegeln hade sommaruppehåll 1979 tog Clabbe över rodret och döpte sändningstimmen till Rakt över disc. Namnförslaget hade han fått av Björn Skifs, som hört Kalle Sändare mynta uttrycket i telefonsketchen "Batterist sökes till dans- och poporkester". Sommaren 1986 försvann Rakt över disc ur radiotablån.
Clabbe dök upp i en reviderad upplaga av showen 1987, Nya Rakt över disc. Då löd mottot Lite mix, lite trix och lite snax och showen innehöll mera taktmixningar än tidigare år. Musiken blev då också alltmer klubborienterad med fokus på kommersiell house och R'n'B. De efterföljande åren frångick Rakt över disc tidvis de invanda mönstren och sände också på vintern, och på lördagar, och på nätterna. När Sveriges Radio omstrukturerade P3 och gjorde om den till renodlad ungdomskanal 1993 försvann Clabbe ur tablån.
Den 3 oktober 2009 återupptog Clabbe sändningarna av Rakt över Disc under det nya namnet Rakt över Rix i radiokanalen Rix FM